# Jiří Wolker

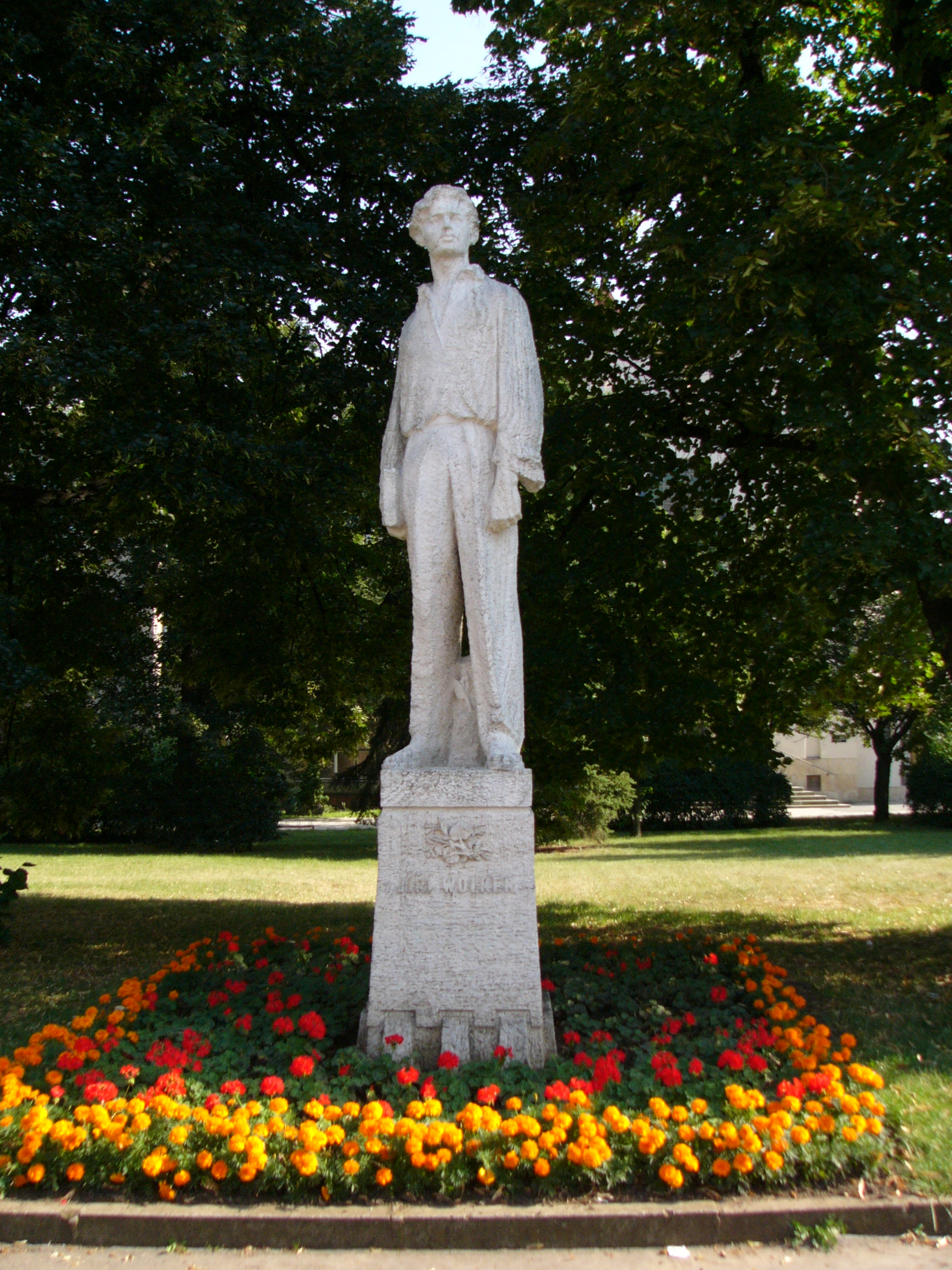
Statuia lui Jiří Wolker din Prostějov

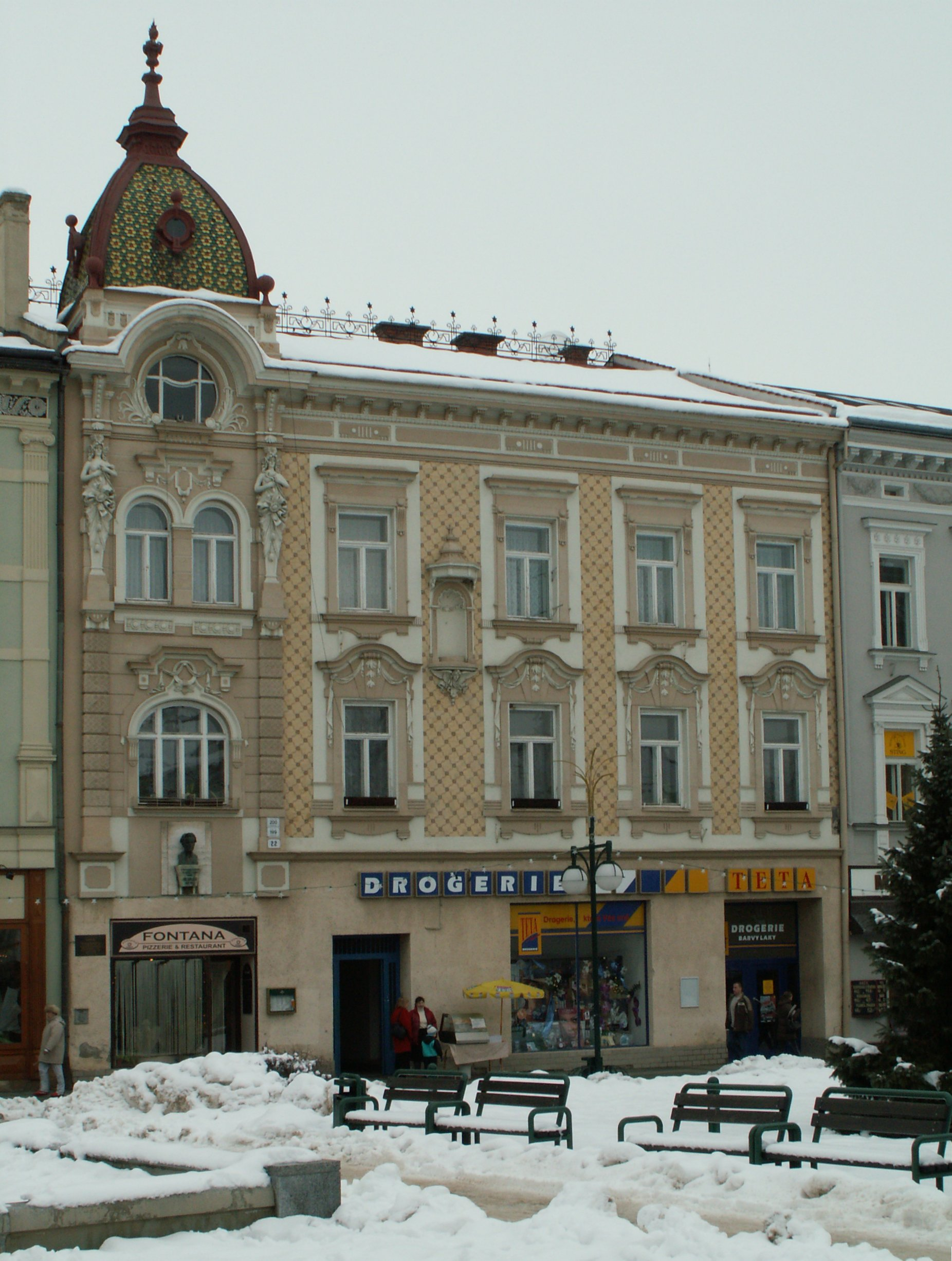
Locul de naștere al lui Jiří Wolker cu bustul său, în Prostějov

Jiří Wolker (pronunție în cehă [ˈjɪr̝iː ˈvolkr̩]) (29 martie 1900 – 3 ianuarie 1924) a fost un poet, jurnalist și dramaturg ceh. El a fost unul dintre membrii fondatori ai KSČ - Partidul Comunist din Cehoslovacia - în 1921.

## Viața
El s-a născut la Prostějov, într-o familie de intelectuali cu preocupări culturale. A studiat la gimnaziul din Prostějov și, după ce a absolvit, s-a mutat la Praga. A studiat acolo dreptul, dar simultan a asistat și la cursurile ținute de Zdeněk Nejedlý și F. X. Šalda la Facultatea de Arte. El a fost în strânsă legătură cu asociația de artiști avangardiști cehi Devětsil.
A participat în mod activ la fondarea Partidului Comunist din Cehoslovacia. El a creat un nou stil literar proletářské umění, al cărui reprezentant principal a fost. Wolker a suferit de o boală la plămâni și a murit la vârsta de numai 24 de ani. A fost înmormântat în orașul natal Prostějov.
Wolker și-a scris propriul epitaf atunci când și-a dat seama că suferă de o boală gravă. Epitaful conține următoarele patru versuri:
„
Zde leží Jiří Wolker, básník, jenž miloval svět

a pro spravedlnost jeho šel se bít.

Dřív než moh' srdce k boji vytasit,

zemřel - mlád dvacet čtyři let.”
care pot fi traduse astfel în limba română:
„
Aici este înmormântat Jiri Wolker, poet, care a iubit lumea

și s-a bătut pentru dreptatea ei.

Înainte ca inima să-l poată duce la luptă,

a murit - tânăr de 24 de ani.”

## Scrieri
- Host do domu (Oaspete acasă) (1921) - volum de poezie
- Proletářské umění (Arta proletară) (1922)
- Těžká hodina (Ora cea grea) (1922) - poezie, o carte de buzunar a cărei primă ediție a fost ilustrată de către pictorul ceh Josef Čapek.
- Tři hry (Trei jocuri) (1923) - piesă de teatru, cu un sens mai degrabă marginal
- Do boje, lásko, leť (Despre luptă, dragoste și zbor)
- O milionáři, který ukradl slunce (Milionarul care a furat soarele)
- Polární záře (Aurora boreală)